# 콜리반 (알타이 지방)

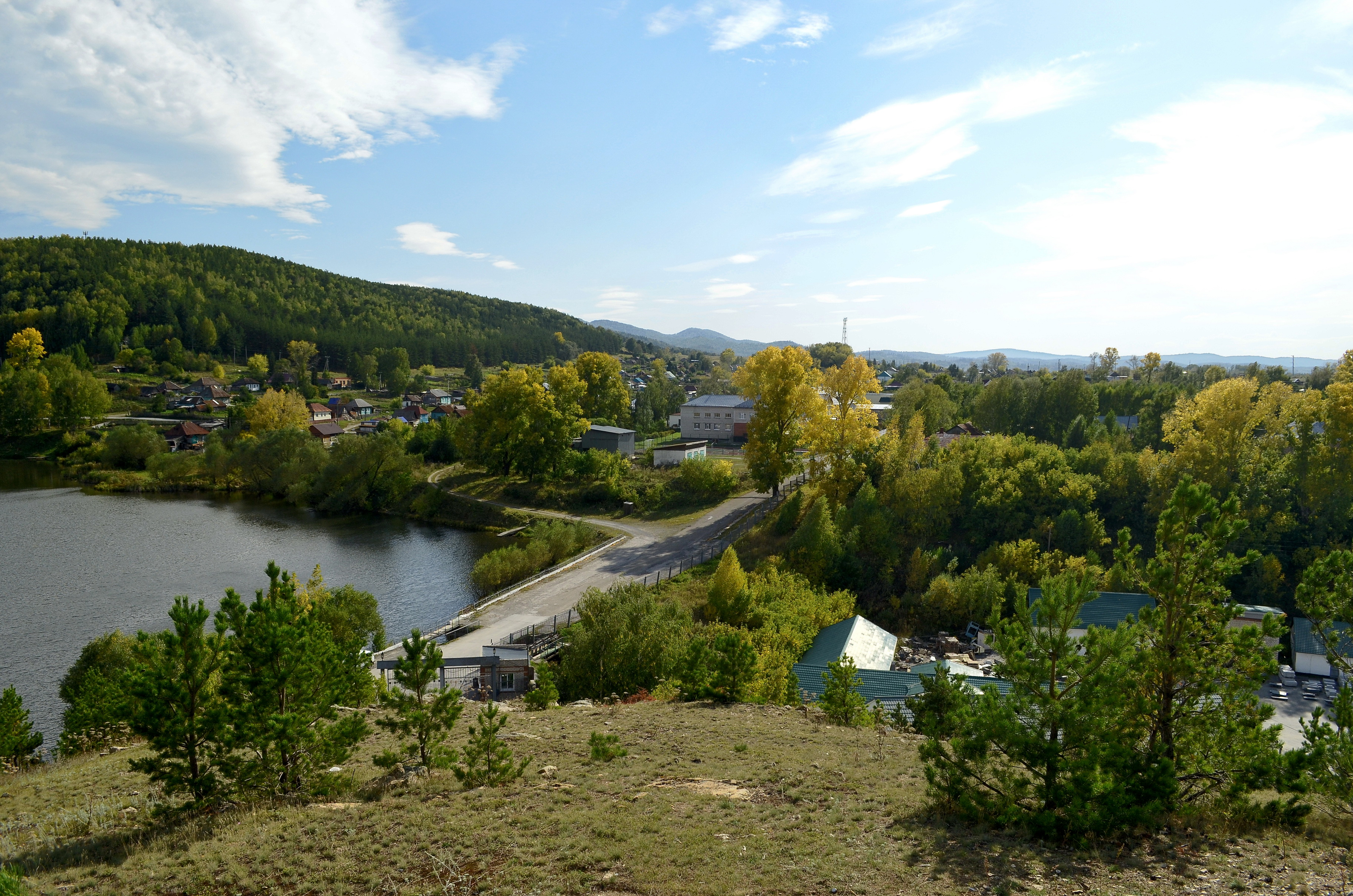

콜리반(러시아어: Колывань)은 알타이 지방의 도시이며 콜리반 산맥에 접해 있다.
1717년 이 지역 일대에 구리와 은이 발견되면서 1727년 도시가 세워졌으며, 제련 산업을 통해 급속하게 성장했다. 이후 18세기 후반 제련 공장의 생산량이 점차 감소하자 1786년 석재 절단 산업을 발전시켰으며, 구리 제련 공장 및 작업장은 석재 예술 작품을 생산하는 용도로 변경되었다. 그 뒤 1802년에 연삭 및 절단 공장이 가동되었으며, 1995년에 "도시 계획 및 건축 기념물 범주의 러시아 연방 역사 및 문화 유산 목록"에 포함되었다.
1932년 도시 지위를 부여받았으나, 인구 감소로 1992년 다시 마을로 격하되었다.